# Guy Sitbon
 (août 2013).
Si vous disposez d'ouvrages ou d'articles de référence ou si vous connaissez des sites web de qualité traitant du thème abordé ici, merci de compléter l'article en donnant les références utiles à sa vérifiabilité et en les liant à la section « Notes et références ».
Pour les articles homonymes, voir Sitbon.
Guy Sitbon, né Isaac Shetboun le 9 janvier 1934 à Monastir, est un journaliste, écrivain et homme d'affaires français d'origine tunisienne.

## Biographie

### Débuts
Issu d'une famille de Juifs tunisiens plutôt aisée au sein de la petite communauté juive locale, sa famille lui apporte une éducation religieuse dont il se détache très vite. Dans cette ville rattachée au monde extérieur par les seuls journaux de Tunis, il souhaite très tôt faire du journalisme son métier. Dès l'âge de 13 ans, il devient ainsi le correspondant local de Tunis-Soir sans que ses responsables sachent son âge. Adhérant très jeune à la cause nationaliste tunisienne, il est expulsé de tous les lycées du pays pour ses sympathies politiques. À l'âge de 16 ans, il adhère au communisme, marqué par des lectures comme celle du manifeste du Parti communiste, mais aussi par l'influence d'un oncle secrétaire général adjoint du Parti communiste tunisien (PCT). Dès qu'il s'inscrit en lettres à l'Institut des hautes études de Tunis, il prend sa carte au PCT.
Correcteur à Afrique-Action, tout en y publiant quelques petits articles, ses premières armes dans la presse militante communisante lui donnent l'occasion de rencontrer Merleau-Ponty. Il est alors assez marqué par la critique révolutionnaire et de gauche du communisme que lui offre la lecture des Temps Modernes. Celle-ci n'est pas étrangère à son déniaisement[non neutre] du communisme qui, en 1955, survint sous le double choc du voyage de Nikita Khrouchtchev à Belgrade et de la lecture de L'Opium des intellectuels. Mais il reste communiste de cœur et constitue au sein du parti, avec quelques amis musulmans, une tendance sur une base nationaliste.
Il fait la connaissance de Roger Stéphane à La Presse de Tunisie où il est correcteur d'imprimerie. Il publie par la suite plusieurs piges dans France Observateur lorsque, en 1956, il se retrouve à Paris. Étudiant en première année en sciences politiques, il vit alors avec les musulmans, militant au sein de l'Union générale des étudiants de Tunisie pour une cause nationaliste dont il incarne l'aile communisante. Mais sa judéité lui vaut des attaques personnelles qui l'amènent à en sortir. Il n'en reste pas moins un proche de la fédération de France du FLN, se définissant avant tout comme un arabe juif, favorable au nassérisme et à la révolution baasiste, laïque et socialiste.

### Carrière
En 1957, il prend le poste de secrétaire de rédaction à La NEF que lui offre Hector de Galard sans pour autant se considérer proche des « libéraux français sans intérêt » (Edgar Faure, Jacques Duhamel, Léo Hamon, etc.) qu'il y rencontre. Il est alors remarqué par le responsable du Monde au Maghreb pour couvrir l'installation du FLN à Tunis.
À partir de juin 1958, il assure donc la correspondance du quotidien à Tunis. Il forme, à partir de 1960, le Maghreb Circus avec différents journalistes occidentaux (Tom Brady, Borovieck de L'Express, Arslan Humbaraci du New Economist, Josette Alia de Jeune Afrique, etc.). Il écrit aussi des éditoriaux dans La Presse de Tunisie (1961-1962) et des articles pour Jeune Afrique, France Observateur et Time Magazine. Mais l'indépendance algérienne l'amène à séjourner en Algérie (mars-août 1962) comme collaborateur du Monde et de journaux américains (comme le New York Times). C'est là qu'il est recruté par Béchir Ben Yahmed, le directeur de Jeune Afrique, pour couvrir l'Afrique du Nord et subsaharienne.
De retour à Paris en 1964, il entre au service étranger de L'Express grâce à son ami Claude Krief. 

#### AuNouvel Observateur
Il participe alors aux réunions préparatoires avec France Observateur même s'il est sceptique sur la reprise du titre. En janvier 1965, il intègre Le Nouvel Observateur comme directeur commercial. À partir de juillet 1966, il assure la direction de la rédaction du Nouvel Adam même si son titre est plus fictif que réel. Il a alors démissionné du Nouvel Obs pour fonder Le Magazine littéraire. Il en assure la direction jusqu'en 1970, année où, lassé par son travail, il vend le titre à Fasquelle. Il vit alors près d'un an dans une communauté au Danemark.
Il en tire un grand reportage sur l'amour libre (septembre 1969). Mais devant retravailler, il réintègre Le Nouvel Observateur comme reporter en avril 1972, malgré le peu d'enthousiasme de Jean Daniel. Reporter au service Évènement, il écrit aussi dans les pages Société, par exemple sur le comportement sexuel des Français (23 octobre 1972) ou sur le cours de sexologie de l'université de Vincennes, article qui suscite de nombreux remous dans la faculté. Il traite aussi de faits divers comme l'affaire de Bruay-en-Artois (1972) où il soutient encore la thèse de la culpabilité du notaire Pierre Leroy après sa libération. Ses rapports avec la ligne du journal sur le conflit israélo-arabe sont tout autant difficiles dans la mesure où ses opinions concernant le monde arabe diffèrent de celles de Jean Daniel.
Lors du massacre de Munich (septembre 1972), sa sensibilité à la cause arabe transparaît dans la compréhension qu'il manifeste envers le fait que « il ne reste plus que la violence » aux Palestiniens pour convaincre les Israéliens d'« englober Israël dans un État arabe laïque et démocratique » où ils seraient leurs frères. De même, il rappelle avec force que si « les Israéliens ont une terre et un État », « les Palestiniens n'ont ni l'un ni l'autre ». En 1973, son traitement de la guerre du Kippour est alors jugé trop pro-arabe par Jean Daniel qui lui adjoint Hervé Chabalier pour « rééquilibrer » les positions. Par la suite, on lui offre donc moins l'occasion de traiter de la question.
Chargé essentiellement du Maghreb, il effectue plusieurs reportages au Maroc (1972, 1977 et 1979) où divers articles traitent de l'autoritarisme en Tunisie et en Algérie. Il s'entretient même avec le colonel Kadhafi en juin 1973. Mais il est aussi mobilisé par le service politique pour interviewer Michel Rocard (19 février 1973). À partir de décembre 1974, il exprime directement son point de vue sous une forme humoristique dans le cadre d'une chronique (« La fiction de Guy Sitbon ») dont il tire un recueil en 1976. Il continue toutefois à écrire des articles comme sur « Le mal corse », où il donne la parole aux autonomistes sans pour autant les soutenir. En juillet 1978, il participe au débat sur le Tiers-monde et la gauche. Refusant l'utilisation du discours antitotalitaire pour l'ensemble des pays du Tiers-monde, il met l'accent sur le caractère européocentrique et anachronique de la critique de l'État dans le Tiers-monde. Réfutant l'idée qu'on puisse « séparer, comme le fait Julliard, le peuple de son État », il refuse de « céder à la mode » de l'anti-étatisme dans une tribune où il affirme que « sans État-nation, pas de langue, pas de culture, pas de nation... rien [...] que l'attente de la soumission à un autre État-nation et surtout à une autre culture ». Il découle de ses positions une critique des nouveaux philosophes si virulente qu'une de ses « fictions » sur le sujet est censurée. En 1980, il publie Gagou, roman aux accents autobiographiques qui décrit les mutations de la judéité tunisienne et l'espoir brisé de ceux qui s'engagèrent pour construire une société fraternelle par delà tout nationalisme.
En 1982, il succède à Franz-Olivier Giesbert comme correspondant régulier du journal aux États-Unis.

#### Publications érotiques et messageries roses
Durant son séjour aux États-Unis, parmi les lectures de revues populaires qu'il lit alors pour améliorer son anglais, il découvre la revue de sexologie Forum, dont la partie consacrée aux lettres de lecteurs soulève chez lui un vif intérêt. 
Revenu à Paris, il s'en inspire pour lancer, en mars 1984, Lettres-magazine qui publie les fantasmes de ses lecteurs et atteint 80 000 exemplaires fin 1984. Refusant les offres de rapprochement que lui propose le groupe Filipacchi, il lance une version féminine de sa première formule, Lettres de femmes, qui atteint 80 000 exemplaires. Il se lance aussi dans les messageries roses et les téléphonies, activités dans lesquelles il fait fortune.
Il tente alors de ne pas apparaître publiquement[réf. nécessaire], comme l'illustre son anonymat pour ses interviews à Libération ou à L'Événement du jeudi au printemps 1985. Il laisse aussi les responsabilités officielles de ses activités à son fils Michel Sitbon et sa seconde épouse Lidia Darras, assistante de l'administrateur du Matin Bernard Villeneuve puis directeur de la radio du groupe Perdriel, Radio-Capitale, en 1982. Mais durant l'été 1985, ses activités pornographiques sont connues sur la place publique. Le Matin estime alors qu'il « pèse déjà plus de 200 000 exemplaires mensuels et 50 millions de chiffre d'affaires ». Il se met à ce moment-là en disponibilité du Nouvel Observateur. Il n'en publie pas moins épisodiquement des critiques littéraires ou des articles de société. Pour l'élection présidentielle française de 1988, il lance Le Journal de Tonton, journal humoristique publiant les lettres d'admirateurs du président et tirant à 100 000 exemplaires. En 1989, il cède la société Publications Nouvelles aux éditions Bottin.

#### Retour aux activités journalistiques
De 1990 à 1995, il est correspondant du Nouvel Observateur à Moscou où il couvre la fin du communisme et le démembrement de l'Union des républiques socialistes soviétiques. Depuis 1998, il est chroniqueur et administrateur à l'hebdomadaire Marianne.

## Publications
- Yves et Véronique, Éditions Grasset
- Gagou, Éditions Grasset
- Le cas Attali, Éditions Grasset
- L'Arabe et le Juif, avec Hamid Barrada, Éditions Plon
- Cécile Duflot, Guy Sitbon, Apartés, Volumen Dummy : collection Les Petits Matins, 2010, 228 p. (ISBN 978-2-915879-67-4)